# .museum
.museum یک دامنه اینترنتی عام اختصاص داده شده به موزههاست. که در سال ۲۰۰۱ آغاز به کار کرد.